# Next Generation ATP Finals 2017
Die Next Generation ATP Finals 2017 fanden vom 7. bis 11. November 2017 auf dem Gelände der Fiera di Milano in Mailand statt. Teilnahmeberechtigt waren die besten unter 21-jährigen Tennisspieler der Saison. Das Turnier war Teil der ATP World Tour 2017. Die erste Ausgabe des Turniers gewann der Südkoreaner Chung Hyeon.

## Qualifikation
Es qualifizierten sich die sieben bestplatzierten Spieler der Saison 2017, die zu deren Beginn 21 Jahre oder jünger waren. Der beste italienische Nachwuchsspieler erhielt eine Wildcard. Dazu kamen zwei Reservisten.
Von den ursprünglich qualifizierten Spielern verzichtete Alexander Zverev (auch für die ATP Finals 2017 qualifiziert) auf eine Teilnahme, wodurch der nächstplatzierte Spieler nachrückte.
| ATP-Race (unter 21-Jährige) am 30. Oktober 2017 | ATP-Race (unter 21-Jährige) am 30. Oktober 2017 | ATP-Race (unter 21-Jährige) am 30. Oktober 2017 | ATP-Race (unter 21-Jährige) am 30. Oktober 2017 | ATP-Race (unter 21-Jährige) am 30. Oktober 2017 |
| #                                               | Spieler                                         | Punkte                                          | Turniere                                        | Alter                                           |
| ----------------------------------------------- | ----------------------------------------------- | ----------------------------------------------- | ----------------------------------------------- | ----------------------------------------------- |
| 1                                               | Alexander Zverev                                | 4490                                            | 23                                              | 20                                              |
| 2                                               | Andrei Rubljow                                  | 1219                                            | 21                                              | 20                                              |
| 3                                               | Karen Chatschanow                               | 1045                                            | 27                                              | 21                                              |
| 4                                               | Denis Shapovalov                                | 971                                             | 22                                              | 18                                              |
| 5                                               | Borna Ćorić                                     | 931                                             | 27                                              | 21                                              |
| 6                                               | Jared Donaldson                                 | 890                                             | 27                                              | 21                                              |
| 7                                               | Chung Hyeon                                     | 805                                             | 20                                              | 21                                              |
| 8                                               | Daniil Medwedew                                 | 772                                             | 25                                              | 21                                              |
| Wildcard                                        |                                                 |                                                 |                                                 |                                                 |
| 56                                              | Gianluigi Quinzi                                | 138                                             | 11                                              | 21                                              |
| Ersatzspieler                                   |                                                 |                                                 |                                                 |                                                 |
| 9                                               | Frances Tiafoe                                  | 662                                             | 25                                              | 19                                              |
| 10                                              | Stefanos Tsitsipas                              | 606                                             | 30                                              | 19                                              |
| Nicht qualifiziert                              |                                                 |                                                 |                                                 |                                                 |
| 11                                              | Taylor Fritz                                    | 519                                             | 22                                              | 20                                              |
| 12                                              | Alexander Bublik                                | 504                                             | 22                                              | 20                                              |

## Spielplan

### Gruppe A

#### Ergebnisse
| Spieler          | Spieler          | Ergebnis                   |
| ---------------- | ---------------- | -------------------------- |
| Chung Hyeon      | Denis Shapovalov | 1:4, 4:35, 4:34, 4:1       |
| Andrei Rubljow   | Gianluigi Quinzi | 1:4, 4:0, 4:33, 0:4, 4:33  |
| Chung Hyeon      | Andrei Rubljow   | 4:0, 4:1, 4:31             |
| Denis Shapovalov | Gianluigi Quinzi | 4:1, 4:1, 3:45, 4:35       |
| Chung Hyeon      | Gianluigi Quinzi | 1:4, 4:1, 4:2, 3:46, 4:33  |
| Andrei Rubljow   | Denis Shapovalov | 4:1, 3:48, 4:32, 0:4, 4:33 |

#### Tabelle
| Pos. | Setzliste | Spieler          | Spiele | Sätze | Punkte |
| ---- | --------- | ---------------- | ------ | ----- | ------ |
| 1    | 6         | Chung Hyeon      | 3:0    | 9:3   | 41:29  |
| 2    | 1         | Andrei Rubljow   | 2:1    | 6:7   | 32:41  |
| 3    | 3         | Denis Shapovalov | 1:2    | 6:7   | 41:37  |
| 4    | 8         | Gianluigi Quinzi | 0:3    | 5:9   | 37:44  |

### Gruppe B

#### Ergebnisse
| Spieler           | Spieler           | Ergebnis                 |
| ----------------- | ----------------- | ------------------------ |
| Daniil Medwedew   | Karen Chatschanow | 2:4, 4:36, 4:33, 4:2     |
| Borna Ćorić       | Jared Donaldson   | 4:32, 4:1, 4:35          |
| Karen Chatschanow | Jared Donaldson   | 4:1, 4:33, 4:2           |
| Borna Ćorić       | Daniil Medwedew   | 4:35, 2:4, 4:1, 4:2      |
| Daniil Medwedew   | Jared Donaldson   | 3:43, 4:2, 4:31, 4:0     |
| Borna Ćorić       | Karen Chatschanow | 3:43, 2:4, 4:2, 4:0, 4:2 |

#### Tabelle
| Pos. | Setzliste | Spieler           | Spiele | Sätze | Punkte |
| ---- | --------- | ----------------- | ------ | ----- | ------ |
| 1    | 4         | Borna Ćorić       | 3:0    | 9:3   | 43:29  |
| 2    | 7         | Daniil Medwedew   | 2:1    | 7:5   | 39:35  |
| 3    | 2         | Karen Chatschanow | 1:2    | 6:6   | 36:37  |
| 4    | 5         | Jared Donaldson   | 0:3    | 1:9   | 22:39  |

### Halbfinale
| Spieler     | Spieler         | Ergebnis                 |
| ----------- | --------------- | ------------------------ |
| Chung Hyeon | Daniil Medwedew | 4:1, 4:1, 3:44, 1:4, 4:0 |
| Borna Ćorić | Andrei Rubljow  | 1:4, 3:46, 1:4           |

### Spiel um Platz 3
| Spieler         | Spieler     | Ergebnis |
| --------------- | ----------- | -------- |
| Daniil Medwedew | Borna Ćorić | w.o.     |

### Finale
| Spieler     | Spieler        | Ergebnis             |
| ----------- | -------------- | -------------------- |
| Chung Hyeon | Andrei Rubljow | 3:45, 4:32, 4:2, 4:2 |